# 珊瑚蛇
珊瑚蛇（Coral snake）是蛇亞目眼鏡蛇科下擁有大量物種的一種有毒蛇類。此類蛇能分成兩個種類，其一是分布於歐亞非大陸（或稱舊大陸）地區的麗紋蛇屬（Calliophis）；另一種為分布於美洲大陸（或稱新大陸）的珊瑚蛇屬（Micrurus）、擬珊瑚蛇屬（Micruroides）及細尾珊瑚蛇屬（Leptomicrurus）、華珊瑚蛇屬（Sinomicrurus）、亞洲麗紋蛇屬（Hemibungarus），後者統稱為珊瑚蛇（Coral snake），總共有超過65個物種已被確認，其中華珊瑚蛇屬中有三個種有分布於台灣，分別是環紋赤蛇的台灣亞種（Sinomicrurus macclellandi swinhoei）、帶紋赤蛇（Sinomicrurus sauteri）以及羽鳥氏帶紋赤蛇（Sinomicrurus hatori）。
珊瑚蛇最矚目的地方是其亮麗的體紋，一般以黑色為基調色，表面有著鮮艷的紅色、黃色、白色斑紋，起落交替，令珊瑚蛇的外表顯得奪目；不過，亦有一些無毒蛇類，例如猩紅王蛇、牛奶蛇等也有類似的鮮艷斑紋。在美洲一些地區，為了分辨這些蛇到底是有毒還是無毒，因而流傳著一句順口溜「紅接黃，殺人强；紅接黑，不必畏」（"Red on yellow, poison fellow; red on black, safe from attack." or "Red on yellow, kill a fellow; red on black, friend of Jack"; or "Red into black, venom lack; red into yellow, kill a fellow."），意指體紋以紅黃相邻的多數是有毒的珊瑚蛇，而以紅黑相邻的則只是無毒的蛇類。但這種民間的分類法只適用於北美洲的黃金珊瑚蛇（Micrurus fulvius）、德州珊瑚蛇（Micrurus Tener）及阿利桑納珊瑚蛇（Micrurus euryxanthus）。世界上其它地區的珊瑚蛇體紋及顏色均有著廣泛的變化，因此上述的順口溜並不能適用於所有珊瑚蛇。大部分珊瑚蛇體型都較為細小，目前最長紀錄約為60公分。一些水中活動的珊瑚蛇尾部較為扁平，能夠充當尾鰭，讓牠們能於水中游弋。

## 行為
珊瑚蛇由於品類眾多，因此各種蛇類的本性行為亦變化多端，大多難以觸摸。洞棲性珊瑚蛇大部分時間都在挖掘地洞，只在雨季時或繁殖期時才走到地面上活動。一些品種如蘇利南珊瑚蛇（Micrurus surinamensis）幾乎只待在水中，平日只緩慢游動於長有大量可食用植被的淺水地區間。
珊瑚蛇也如一般眼鏡蛇一樣，長有一對尖銳的管溝牙，可咬緊對手並注射毒液，但珊瑚蛇的尖牙較為短小，而且固定在顎骨上，不能作出大幅度外露以進行侵略性咬擊。由於珊瑚蛇的毒性稍遜於一般眼鏡蛇，令對手失去活動能力所花的時間也較慢，所以牠們在咬著對手時通常會緊咬不放，保持姿勢，讓注射入對方身上的毒液能慢慢發揮功效。珊瑚蛇並不屬於容易發動咬擊的蛇類，大部分咬傷人類事件都是因為牠們受到突然的挾制，一時受驚所作出的自然反應才會導致。
珊瑚蛇主要以較小的蛇、蜥蜴、青蛙、雛鳥、小型啮齒動物等為食。

## 分布及棲息

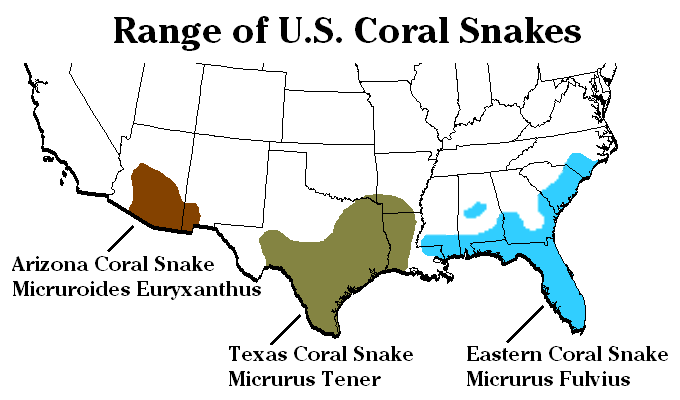
珊瑚蛇在美國的分布狀態

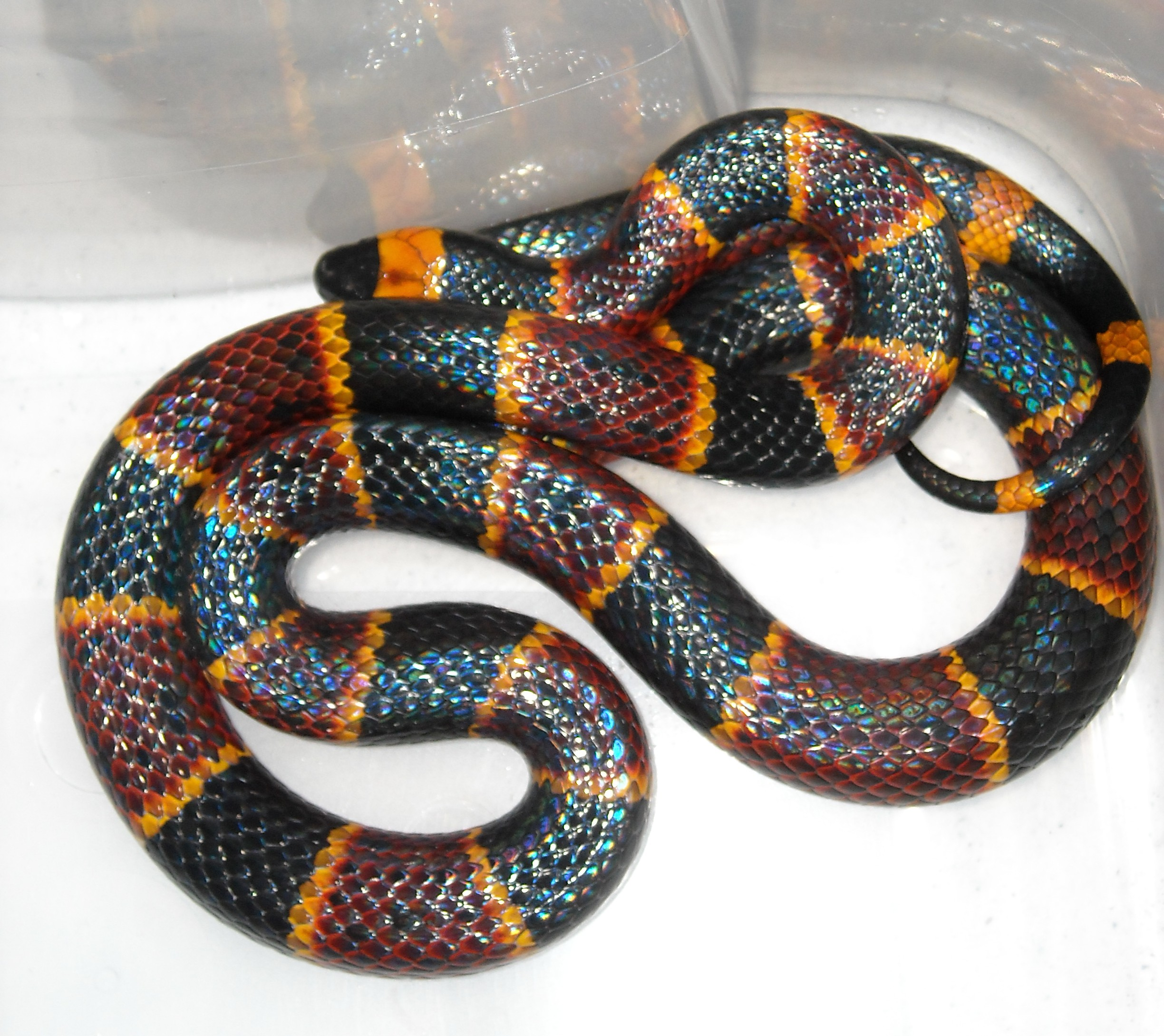
東部珊瑚蛇（Micrurus fulvius）

珊瑚蛇品類眾多，分布及棲息習性同樣有著很大的差異。珊瑚蛇屬、細尾珊瑚蛇屬及擬珊瑚蛇屬的蛇類，分布在美國諸州份間，包括北卡羅來納州、路易斯安娜州、佛羅里達州、德克薩斯州、阿肯色州、阿利桑那州，也分布於密西西比河流域及墨西哥附近。
珊瑚蛇多棲息於乾燥及偏乾燥地區，包括樹林、草原、沙漠矮樹叢與及農地等。牠們多聚居於海拔1800米以內的高度，亦常見於岩石地帶。

## 對人類的危險
在美國，珊瑚蛇的毒素對人類的威脅，僅次於響尾蛇。不過，目前為止，珊瑚蛇咬傷人以致中毒甚至奪命的事件仍少有聽聞。這是因為珊瑚蛇本質上不接近人類，分布地也多位於人煙稀少的地區。當牠們面對人類時，如情況許可多會選擇逃逸，向人類進行咬擊只是最後的手段。另外，珊瑚蛇的尖牙較為短小，很少能為人類帶來嚴重的傷口，也不會造成大量出血。然而，當被珊瑚蛇咬傷後，仍應謹慎處理並即時接受適當治療。珊瑚蛇分泌強烈的神經毒素，會麻痺生物的呼吸器官，令生物呼吸系統受到破壞，最終引致死亡。而要救護一名被珊瑚蛇咬傷中毒的人，往往要動用大量的抗毒血清，可想像珊瑚蛇毒性之烈。

## 分類

### 歐亞非大陸

#### 麗紋蛇屬
- 詳見麗紋蛇屬（Calliophis）

#### 華珊瑚蛇屬
- 華珊瑚蛇屬（Sinomicrurus）：又名帶紋赤蛇屬

#### 亞洲麗紋蛇屬
- 亞洲麗紋蛇屬（Hemibungarus）
  - 馬尼拉麗紋蛇（Hemibungarus calligaster）：主要分布於菲律賓。

### 美洲大陸

#### 細尾珊瑚蛇屬
- 詳見細尾珊瑚蛇屬（Leptomicrurus）

#### 擬珊瑚蛇屬
- 詳見擬珊瑚蛇屬（Micruroides）

## 備註
1. ↑  .   [2009-01-15]. （原始内容存档于2009-01-25）.

## 外部連結
- （英文）TIGR爬蟲類資料庫：珊瑚蛇屬
- （英文）Coral snake images （页面存档备份，存于）  at CalPhotos